# Sorbus holubyana
Sorbus holubyana är en rosväxtart som beskrevs av Karpati. Sorbus holubyana ingår i släktet oxlar, och familjen rosväxter. Inga underarter finns listade i Catalogue of Life.